# Kubanska vojna za neodvisnost
Kubanska vojna za neodvisnost (znana tudi kot kubanska vojna, vojna leta 1895 ali nujna vojna) je bil zadnji oborožen spopad med kubanskimi separatisti in Španijo, ki je zaključil špansko suverenost na otoku. Konflikt se je začel 24. februarja 1895 s sočasnim uporom petintridesetih kubanskih mest (tako imenovanega Grito de Baire) in končal 12. avgusta 1898 po vstopu ZDA v spopad in posledičnem porazu Španije. V Španiji je dobila naziv »kubanska vojna«, medtem ko jo je José Martí imenoval »nujna vojna«.

## Ozadje
José Martí, ki je bil odsoten z otoka od njegove deportacije na polotok leta 1879, je v ZDA organiziral Kubansko revolucionarno stranko, katere glavni cilj je bil doseči neodvisnost Kube. Kasneje so se portoriški separatisti združili z zavezo, da bodo neodvisne sile storile enako s Portorikomko bo Kuba osvobojena.
Martí je odpotoval v Kostariko, kjer je živel Antonio Maceo, z namenom da bi ga prepričal o njegovem sodelovanju. Isto je storil z Máximom Gómezom, ki je živel v Dominikanski republiki. V tej državi je bil podpisan Montecristijev manifest, ki je izrazil potrebo po kubanski neodvisnosti. Vkrcali so se s Haitija z zmanjšano vojaško silo in se izkrcali v Playitas de Cajobabo, kar je sovpadlo z "Grito de Baire" in vstajami na različnih območjih vzhodne Kube.

## Razvoj vojne
24. februarja 1895 je bilo po ukazu Martíja postavljenih 35 vasi na vzhodu Kube v tako imenovanem "Grito de Baire". Oblasti so z aretacijo Julia Sanguilyja in Joséja Maríe Aguirre Valdésa uspele preprečiti upor v štirih zahodnih provincah. S polotoka so na Kubo poslali 9000 mož, preklicali so ustavna jamstva in uvedli cenzuro tiska. 21. marca je Antonio Cánovas del Castillo poslal dodatnih 7000 mož in imenoval Arsenia Martíneza Camposa, arhitekta miru v Zanjónu, za generalnega stotnika Kube.
Z izkušnjami desetletne vojne, večjo podporo političnih sil in večjo nacionalno zavestjo so secesionisti zasnovali vrsto akcij, kot so:
- Prva vzhodna kampanja v provinci Oriente, ki jo je vodil generalmajor Antonio Maceo. Začela se je po sestanku v Mejorani 5. maja 1895, s ciljem organizirati in povečati osvobodilno vojsko v Orienteju, ki bi zagotovila kritje za prehod generalmajorjev Máxima Gómez in José Martí proti Camagüeyu in oslabiti vojaško zmogljivost španske vojske. Vrhunec je dosegla na predvečer skupščine Jimaguayú septembra istega leta.
- Krožna kampanja v provinci Camagüey, ki jo je vodil generalmajor Máximo Gómez. Začela se je maja 1895 s ciljem vstaje v tej regiji in s kasnejšo idejo napada na Las Villas in na zahod. Vrhunec je dosegla na predvečer skupščine Jimaguayú septembra istega leta.
- Invazija z vzhoda na zahod na Kubi, ki sta jo vodila generalmajorja Máximo Gómez in Antonio Maceo. Začela se je v Mangos Baraguá 22. oktobra 1895, s splošnim ciljem razširiti vojno na preostalo državo. Končala se je 22. januarja 1896 v Mantovi, provinca Pinar del Río.
- Kampanja de la Lanzadera v provincah Pinar del Río, Habana in Matanzas, ki sta jo v prvi vrsti vodila generalmajorja Máximo Gómez in Antonio Maceo, po vrhuncu invazije z zahoda januarja 1896. Z namenom ohranitve ozemelj, ki so bili doseženi z invazijo, je imela več porazov, kot sta neuspeh pri pošiljanju kubanskih okrepitev s provinc Oriente in Las Villas ter odhod Gómeza, da bi rešil te težave. Vrhunec kampanje je padec v bitki generalmajorja Antonia Macea.
- Kampanja La Reforma v provinci Las Villas, ki jo je vodil generalmajor Máximo Gómez, se je začela v začetku leta 1897 po padcu v bitki generalmajorja Antonia Macea, s ciljem utrditi kubansko vojaško prevlado v tej regiji in zagotoviti pokritost pohodov na zahodu, kjer je bila vojaška situacija kritična za osvobodilno kubansko vojsko. Vrhunec je dosegla 24. avgusta 1898 s predajo španske kolonialne vlade.
- Druga vzhodna kampanja v provinci Oriente, ki jo je vodil generalmajor Calixto García, se je začela avgusta 1896 z namenom oslabiti špansko vojsko in zagotoviti kritje za pohode na zahodu. Vrhunec je dosegla 24. avgusta 1898 s predajo španske kolonialne vlade.

Cilj invazije na zahod je bil zavzeti ta del otoka. Na vzhodni Kubi so španske sile imele velike težave z zajezitvijo secesionistov. José Martí in Antonio Maceo sta umrla v bitki: Martí skoraj na začetku vojne (19. maja 1895). Med zmagami, ki so jih dosegli kubanski secesionisti, izstopa prečkanje Trocha de Júcaro do Moróna v sedanji provinci Ciego de Ávila, skoraj v središču države, z namenom preprečiti prehod osvobodilnih enot v zahod.
Prva je bila veriga utrdb in vojakov. Prehod omenjene poti ni predstavljal samo nujnosti za izvedbo Zahodnega osvobodilne kampanje, temveč tudi zmago, ki bi pokazala vojaški razvoj upornikov. Zaradi razširitve upora po vsem otoku je centralna vlada v Madridu odstavila generala Martíneza Camposa in se odločila, da na otok pošlje generala Valeriana Weylerja. Slednji bi v želji po porazu kubanskih neodvisnikov izvedel totalno vojno. S četrt milijona mož se je general Weyler odločil končati vojno v štiriindvajsetih mesecih. Eden od njegovih ukrepov bi bila ponovna koncentracija podeželskih prebivalcev v mestih, ki jih nadzorujejo španske sile, da bi upornikom odvzela podporo kmetov. Zaradi prisilnega razseljevanja, lakote in bolezni, ki jih povzroča prenaseljenost mest, je umrlo približno 140.000 ljudi.
Kljub nenehnemu povečevanju števila španskih čet, politiki ponovne koncentracije in veliki premoči svoje vojske Weylerju ni uspelo popolnoma premagati kubanskih upornikov, kljub temu, da so bili zmanjšani le na žarišča odpora v središču in vzhodnem delu otoka. Kubanski uporniki so izvedli učinkovito gverilsko vojno, sestavljeno iz ofenzivno-obrambnih operacij, ki so postopoma izčrpale špansko vojsko, ne da bi dosegla ugodne rezultate, čeprav je imela utrdbe, železnice, obalni nadzor in sodobnejše orožje kot kubanski uporniki. Do konca leta 1897 je imela španska vlada prazno blagajno in vojsko, izčrpano od tropskih bolezni in odpora upornikov. Čete, ki so bile zveste Španiji so še naprej nadzorovale vsa kubanska mesta, pristanišča in vitalno infrastrukturo. Predsednik Sagasta se je končno odločil odstraniti Weylerja v korist generala Ramóna Blanca, tako zaradi politične cene njegovega načina vodenja vojne kot tudi zaradi njegovega vojaškega neuspeha, saj ni mogel premagati upornikov v obljubljenem času.

## Kubanska avtonomija
Do konca leta 1897 je vlada Združenih držav trdila, da vojna vpliva na njene interese, in od Španije zahtevala reforme za dosego miru. Projekti avtonomije za Kubo, ki so jih pripravili politiki metropole (Maura, Abárzuza, Cánovas del Castillo), so se materializirali med vlado Práxedesa Matea Sagaste, s Segismundom Moretom na ministrstvu za čezmorske zadeve, v ustavi za otok, ki mu je podelila avtonomijo (25. november 1897)   z edinim pridržkom položaja generalnega guvernerja. Splošna moška volilna pravica, ki je na polotoku veljala od leta 1890, je bila razširjena na Kubo in Portoriko. Oblikovana je bila avtonomna vlada in izvoljen je bil nov dvodomni otoški parlament, na volitvah so zmagali zmerni avtonomisti. Prvi avtonomni vladi je od 1. januarja 1898 predsedoval José María Gálvez Alonso.
Kljub jasnemu napredku ni bila nobena od pobud, ki jih je sprejela centralna vlada, uspešna. Za interese kreolske oligarhije in intervencionistov Združenih držav Amerike je bila španska prisotnost ovira, ki jo je bilo treba odpraviti. Kubanski uporniki so izjavili, da je že prepozno za mirno rešitev in zagotovili, da se bodo ustavili le pri osamosvojitvi. Soočene s to situacijo so ZDA obdolžile Španijo agresije in napovedale neizbežno vojno. Soočen z grožnjo je kubanski generalni kapitan Ramón Blanco generalu Máximu Gómezu, vodji upornikov, predlagal zavezništvo za soočenje s severnoameričani. General Gómez je to odločno zavrnil in od uporniške vlade prejel ukaz, naj podpre ameriško vojsko, da doseže odcepitev Kube od španske krone.

## Špansko-kubansko-ameriška vojna
Eksplozija ameriške bojne ladje Maine, ki jo ameriški tisk lažno pripisoval Španiji, je pomenila vstop ZDA v vojno. Boji, ki so bili prej osredotočeni na kopno, so se preselili na morje, vendar se španske mornariške eskadrilje niso mogle odzvati sodobnim ameriškim bojnim ladjam. Po mesecu in pol hudih bojev na vzhodnem območju, v katerem so izkušene španske čete upočasnile napredovanje sil ZDA (ki so imele podporo kubanskih gverilcev Calixta Garcíe), je 16. julija 1898 Santiago de Cuba kapituliral.
Po kapitulaciji mesta so čete Mambi nadzorovale nekaj odsekov na podeželskih območjih vzhodne cone, američani pa obalni pas, ki vodi od Guantanama do Santiaga. Preostali del otoka je ostal v španskih rokah. Kljub volji dobršnega dela vojske, da nadaljuje boj, se je španska vlada odločila zaprositi Združene države za premirje, ki je bilo doseženo 12. avgusta 1898 in s tem končalo sovražnosti.
Po večmesečnih pogajanjih se je Španija s pariško pogodbo odpovedala svoji suverenosti nad Kubo, Portorikom in Filipini, kar je pomenilo, da je pustila polje odprto za posredovanje in okupacijo s strani ZDA. Izključitev predstavnikov treh omenjenih kolonij je pričala o kolonialističnem duhu ZDA, čeprav so imele največjo težo v vojnah osamosvojitvene sile teh držav. Ob 12. uri 1. januarja 1899 je zadnji španski generalni kapitan Kube Arturo Jiménez Castellanos predal suverenost nad otokom guvernerju ZDA Leonardu Woodu. Ob istem času so z gradu El Morro spustili špansko zastavo in dvignili prapor Združenih držav.
24. februarja 1899, le štiri leta po začetku vojne, je general Máximo Gómez na čelu svoje vojske zmagoslavno vstopil v Havano. Dominikanski general je popeljal kubanske upornike do zmage v njihovi težki osamosvojitveni vojni proti španski vojski, ki so jo z zmago lahko okronali le z posredovanjem Združenih držav.  Na tisoče ljudi je prišlo, da bi sprejeli osvobodilno vojsko in presenečeni Gómez je enemu od svojih mož rekel: "Če bi se vsi ti ljudje borili z nami, bi Španijo premagali že zdavnaj."

## Posledice

### Ameriška okupacija Kube
Osvoboditelji so bili nezadovoljni, ko so videli, da se je njihova ljubljena zemlja spremenila. Čeprav sta Portoriko in Filipini še več desetletij ostala koloniji Združenih držav, so se zaradi kubanskega pritiska, da bi ustanovili lastno državo, ZDA kmalu pripravile na umik. To nezadovoljstvo je ustvarilo potrebne pogoje za umik ZDA, čeprav je pustilo odprto možnost novega posega kot jamstva za neodvisnost (priprava ustave v skladu s tako imenovanim Plattovim amandmajem, ki ga je odobrila kubanska ustavodajna skupščina 12. junija 1901): posledično se je maja 1902 z inavguracijo prvega predsednika, Tomása Estrade Palme, rodila Republika Kuba. Intervencijska vlada ZDA se je končala šele leta 1909, ko je predsedoval José Miguel Gómez (iz liberalne stranke), s prejšnjim podpisom (2. julija 1903) najema baze Guantanamo, ki je še danes v lasti Združenih držav Amerike.

### Kriza leta 1898 v Španiji
Izguba čezmorskih ozemelj, zlasti Kube, je povzročila globoko družbeno, politično in kulturno krizo v Španiji. Slednja se je umaknila času, v katerem so bile kulturne manifestacije, kot sta generacija '98 ali regeneracija, zaznamovane s krizo in zgodovinskim kontekstom, ki med drugim obravnava "izgubo zgodovinske osebnosti" Španije.
Neodvisnost Kube je bila ključni dejavnik pri nastanku sodobnih nacionalizmov v Španiji, kot so baskovski, katalonski in španski.